# Sleep of the Angels
Sleep of the Angels peti je studijski album grčkog metal-sastava Rotting Christ. Album je u siječnju 1999. godine objavila diskografska kuća Century Media Records.

## O albumu
Kao što je bio slučaj na prethodnim albumima sastava Triarchy of the Lost Lovers i A Dead Poem, Rotting Christ i na ovom albumu rafinira svoj prvotni black metal glazbeni stil; ritam pjesama je usporen te se pjesme odlikuju melodičnošću i atmosferom dok se žestina prisutna na prvim albumima gotovo gubi u potpunosti. Unatoč miješanim reakcijama raznih glazbenih kritičara, sastav je odlučio promovirati album na svojoj prvoj turneji u SAD-u.

## Popis pjesama
Tekstovi: Sakis Tolis, osim za pjesmu "You My Flesh" koju je napisao Mutilator, glazba: Sakis Tolis.
| 1.    | »Cold Colours«                      | 3:36 |
| 2.    | »After Dark I Feel«                 | 4:30 |
| 3.    | »Victoriatus«                       | 4:01 |
| 4.    | »Der perfekte Traum« (Savršeni san) | 4:26 |
| 5.    | »You My Flesh«                      | 4:34 |
| 6.    | »The World Made End«                | 3:02 |
| 7.    | »Sleep the Sleep of Angels«         | 4:34 |
| 8.    | »Delusions«                         | 3:36 |
| 9.    | »Imaginary Zone«                    | 3:45 |
| 10.   | »Thine Is the Kingdom«              | 4:59 |
| 41:03 |                                     |      |

## Recenzije
Steve Huey, glazbeni kritičar sa stranice AllMusic, dodijelio je albumu tri od pet zvjezdica te je komentirao: "[...] Rotting Christ na Sleep of [the] Angelsu nastavlja svoj put mračnijim, kontroliranijim i gotičkijim smjerom. Možda je za nijansu manje efektivan od Dead Poema te s manje raznolikosti u tempu, ali pjesme ipak vrlo dobro teku zajedno, čineći [ovaj album] dobrim i dostojnim nasljednikom."

## Zasluge
| Rotting Christ - Sakis – vokali, gitara, preprodukcija - Kostas – gitara - Andreas – bas-gitara - George – klavijature - Themis – bubnjevi, perkusija Dodatni glazbenici - Eddy Kante – dodatni vokali (na pjesmi "Der perfekte Traum") - Waldemar Sorychta – solo gitara (na pjesmama "Victoriatus" i "You My Flesh") | Ostalo osoblje - Xy – produkcija, inženjer zvuka - Siggi Bemm – miksanje, mastering - Carsten Drescher – raspored ilustracija, dizajn - Stephen Kasner – naslovnica - Mutilator – tekst (na pjesmi "You My Flesh") |